# 虢石父
虢石父（前810年—前771年），又稱虢公鼓，西周大臣、西虢国国君。楊寬《西周史研究》認為“鼓是名，石父是字”。
周幽王以虢石父為上卿，祭公敦為司徒，尹球為大夫。石父善諛好利，加重對人民的剝削，國人皆怨。社會矛盾加劇。據稱石父勸幽王登驪山烽火臺，命令守兵點燃烽火，以戲諸侯。褒姒開懷大笑，幽王遂以千金賞虢石父。最後導致西周的滅亡。
| 前任： 父 虢文公 | 西虢國君主 ？－約前771年 | 繼任： 子 虢公翰 |